# 432 av. J.-C.
Cette page concerne l’année 432 av. J.-C. du calendrier julien proleptique.

## Événements
- Printemps : décret mégarien (date probable)[1]. Les Mégariens se révoltent et massacrent la garnison athénienne. En réponse, les Athéniens promulguent un décret les excluant de tous les ports et mouillages de l’empire athénien et des marchés d’Attique ; ce « décret mégarien » est l'une des causes de la guerre du Péloponnèse.

- 1er juin[2] : Potidée, qui refuse de raser ses murailles, se révolte contre Athènes, suivie par les Chalcidiens, qui abandonnent leur cité pour se réunir à Olynthe à l’instigation de Perdiccas, et par les Béotiens. Corinthe envoie 2000 mercenaires, Athènes 70 navires et 3000 hoplites rejoints par 600 cavaliers macédoniens. Les Potidéates sont vaincus et la ville est assiégée par Athènes.
- Octobre : bataille de Potidée[2].

- Novembre-décembre (ou en août[3]) : congrès de la Ligue Péloponnésienne[2]. Alliance entre Corinthe, Mégare et Sparte. La guerre contre Athènes est décidée, rompant la Paix de Trente Ans conclue en 446 av. J.-C..

- Achèvement de la statue chryséléphantine de Zeus à Olympie (ou 433). Phidias rentre à Athènes[4].
- Fin de la construction du Parthénon[5].
- Les travaux des Propylées sont interrompus par la guerre[5].

- Le savant grec Méton applique le cycle métonique en astronomie. Il permet l’établissement du calendrier luni-solaire, en particulier le calendrier attique[6].
- Le philosophe Anaxagore, accusé d’impiété en vertu d’un décret proposé en 432 av. J.-C. par le devin Diopeithès, doit quitter Athènes pour Lampsaque[7].